# RTS Magazin
Das RTS Magazin ist ein deutschsprachiges Fachmagazin, das sich auf die Themen Rollladen, Tore und Sonnenschutz spezialisiert hat. Es erscheint elfmal jährlich und richtet sich an Fachkräfte aus dem Handwerk (Metallbau, Schreinerei etc.), Architektur, Raumausstattung sowie an Rollladen- und Sonnenschutzmechatroniker.

## Geschichte
Das RTS Magazin erschien erstmals im Jahr 1965 und etablierte sich rasch als wichtige Informationsquelle für technische Entwicklungen und Markttrends in der Branche. 2005 wurde das Fachmagazin Forum Wintergärten als Ergänzung eingeführt, das speziell Wintergartenkonstruktionen und -technologien behandelte. Im Zuge der Übernahme mehrerer Fachzeitschriften des Kleffmann Verlags durch die Verlagsanstalt Handwerk im Jahr 2013 wurden beide Magazine Teil des Verlagsportfolios. Seit 2019 erscheint das Forum unter dem Namen Forum Terrasse + Wintergarten als Sonderteil im RTS Magazin und widmet sich dem stark wachsenden Markt für Outdoor-Living-Produkte und -Technologien.

## Inhaltliche Ausrichtung
Das RTS Magazin berichtet praxisorientiert über Themen wie Rollladen, Tore und Sonnenschutz. Der Inhalt umfasst technische Innovationen, Entwicklungen und handwerkspolitische Themen und enthält Meinungen, Kommentare sowie Veranstaltungshinweise. Der Sonderteil Forum Terrasse + Wintergarten ist auf den Outdoor-Living-Sektor spezialisiert und deckt umfassend Themen wie Terrassenbau, Wintergartenkonstruktionen sowie Belüftungs- und Beschattungssysteme ab.

## Digitale Präsenz
Neben der Printausgabe stellt das RTS Magazin auf der Website rts-magazin.de tagesaktuelle Fachartikel, Veranstaltungshinweise und Branchennews zur Verfügung. Die interaktive Digitalausgabe auf digithek.de bietet zusätzlich multimediale Inhalte wie Videos und digitale Beilagen. Ein zweimal monatlich erscheinender Newsletter informiert die Abonnenten über aktuelle Entwicklungen in der Branche.

## Zielgruppe
Das Magazin richtet sich an eine breite Leserschaft aus Fachbereichen wie Handwerk (Metallbauer, Schreiner, Rollladen- und Sonnenschutzmechatroniker), Architektur und Raumausstattung sowie Industrie und Handel. Auch Wohnungsbaugesellschaften, der Bundesverband Wintergarten e.V. sowie Entscheidungsträger aus der Baubranche gehören zur Zielgruppe des Magazins.

## Partnerschaften
Das RTS Magazin ist regelmäßig als Medienpartner auf der R+T-Messe in Stuttgart präsent, einer internationalen Weltleitmesse für Rollladen, Tore und Sonnenschutz. Während der Messe veröffentlicht das Magazin die R+T Daily, eine Messezeitung, die über aktuelle Veranstaltungen, Produktneuheiten und wichtige Branchentrends informiert.